# Benhamipolynoe
Benhamipolynoe är ett släkte av ringmaskar. Benhamipolynoe ingår i familjen Polynoidae.
Kladogram enligt Catalogue of Life:
| Benhamipolynoe | \| \| Benhamipolynoe antipathicola \| \| \| \| \| \| Benhamipolynoe cairnsi \| \| \| \| |
|                | \| \| Benhamipolynoe antipathicola \| \| \| \| \| \| Benhamipolynoe cairnsi \| \| \| \| |
|                | Benhamipolynoe antipathicola                                                            |
|                |                                                                                         |
|                | Benhamipolynoe cairnsi                                                                  |
|                |                                                                                         |